# Doliocarpus olivaceus
Doliocarpus olivaceus Sprague & R.O.Williams ex G.E.Hunter – gatunek rośliny z rodziny ukęślowatych (Dilleniaceae Salisb.). Występuje naturalnie w Panamie, Kolumbii, Ekwadorze oraz Peru. 

## Morfologia
PokrójZimozielone i zdrewniałe liany.
LiścieIch blaszka liściowa jest gruczołowato owłosiona i ma eliptyczny kształt. Mierzy 8–12 cm długości oraz 3,5–9 cm szerokości, jest nieco karbowana na brzegu, ma ostro zakończoną nasadę lub zbiegającą po ogonku i spiczasty wierzchołek. Ogonek liściowy jest nagi i osiąga 1–2,5 cm długości.
KwiatyZebrane po 5–14 w pęczki, rozwijają się w kątach pędów. Działki kielicha mają kształt od odwrotnie jajowatego do eliptycznego i mierzą do 4–6 mm długości. Płatki mają owalny kształt i dorastają do 6 mm długości.

## Biologia i ekologia
Rośnie w wiecznie zielonych lasach oraz lasach częściowo zrzucających liście. Występuje na terenach nizinnych.